# Carmen Caamaño Díaz
Carmen Caamaño Díaz (Madrid, 11 d'abril del 1909 - Madrid, 27 de maig del 2006) fou una dirigent del PCE que visqué a Alacant.

## Biografia
Nascuda a Madrid el 1909, amb el suport de son pare, un home d'esquerres, va ingressar a la Universitat Central de Madrid en el curs 1926-1927. Com a estudiant va participar en un acte d'oposició a la monarquia (es va enderrocar un bust del rei en el paranimf de la Universitat), que li va suposar ser empresonada uns dies amb algunes companyes. Va integrar la Junta Directiva de la FUE (Federació Universitària Escolar, organització estudiantil republicana) i fou secretària general de l'UFEH (Unió Federal d'Estudiants Hispans, que pretenia la coordinació de moviments estudiantils); el 1932, va assistir com a representant de la universitat espanyola al Congrés Iberoamericà d'Estudiants a Costa Rica, on era l'única dona present, i on va defensar l'ensenyament públic. Assistia a les activitats del Lyceum Club, un conegut fòrum feminista, i als debats i les conferències de l'Ateneu de Madrid i de la Residència d'Estudiants. Va donar suport al règim republicà i en una entrevista a la premsa, va mostrar confiança que el nou règim atorgaria drets a les dones (Crónica, 10 de maig de 1931).
Va defensar el dret de vot de la dona el 1931 i va col·laborar amb les Missions Pedagògiques. Es va llicenciar en Història a la Universitat de Madrid i va començar a treballar en el Centre d'Estudis Històrics sota la direcció de Claudio Sánchez Albornoz. Durant la guerra, va treballar en la Junta del Tresor Artístic i el novembre de 1936 es va traslladar a València, on va passar a treballar a la Subsecretaria d'Educació. Es va casar amb Ricardo Fuente Alcocer, que després fou professor de dibuix de l'Institut d'Alacant. El gener de 1937, es va instal·lar a Alacant per a ocupar-se de la biblioteca de l'Institut. Aleshores ingressà al PCE i es va fer càrrec de la secretaria femenina. Fou secretària general de l'Agrupació de Dones Antifeixistes d'Alacant, des d'on va manifestar gran interès per la capacitació de les dones per al treball. El 1937 fou nomenada secretària del governador civil d'Alacant, el comunista Jesús Monzón, a qui va acompanyar al govern civil de Conca a finals de 1938. Poc després, Monzón va marxar a Madrid per a desenvolupar altres tasques polítiques i el va substituir Carmen Caamaño, aleshores embarassada, com a governadora civil de Conca. Era el març de 1939.
Davant de l'avançada de les tropes franquistes, va fugir a Alacant i va arribar al port amb la intenció d'eixir a l'exili. Va donar a llum el seu fill a casa d'un amic metge i va tornar al port, on va trobar el seu marit; com que no pogueren agafar cap vaixell, juntament amb el marit i el fill aconseguï fugir de les tropes italianes que havien pres Alacant, però fou delatada per un falangista a la localitat pròxima de Sant Joan. Empresonada i condemnada a 12 anys, un indult li va permetre eixir de la presó d'Alacant el 1947; i va continuar la tasca política, per la qual cosa fou empresonada altres cops. Castigada per llegir premsa clandestina, fou traslladada a la presó de Càceres, amb preses comunes, però als quatre mesos en va eixir. La seua vida després de la presó estigué marcada per la impossibilitat de tornar a exercir la seua professió, ja que fou depurada, i per la vigilància policial. Va col·laborar amb l'Associació Espanyola de Dones Universitàries, fundada a Madrid el 1953, on organitzà nombroses conferències i actes culturals i de la qual fou vicepresidenta el 1980.